# Atak statystyczny
Ataki statystyczne – zespół ataków na szyfry, których wspólną cechą jest wykorzystanie informacji statystycznych na temat struktury tekstu jawnego. Historycznie najstarszym przykładem takiego ataku jest np. wykorzystanie następującego sposobu:
- należy wyznaczyć rozkład znaków w zaszyfrowanym tekście i porównać z rozkładem w dowolnym tekście jawnym z tego samego języka (najlepiej, ale niekoniecznie, tego samego autora na podobny temat). Przy dłuższym tekście tajnym pozwala to na idealne rozszyfrowanie.

Inne metody mogą polegać na poszukiwaniu takich statystycznych własności tekstu jawnego, które pomimo zastosowania algorytmu szyfrowania ukrywającego częstości znaków tekstu jawnego nadal są możliwe do odtworzenia na podstawie szyfrogramu (porównaj: test kappa, mutual information, entropia)
Współcześnie ataki tego rodzaju są niezmiernie ważne i popularne, a to z następujących powodów:
- ilości informacji szyfrowanej (szyfrogramów) dostępnych współcześnie są olbrzymie. Na przykład zaszyfrowanie jednego średniej wielkości pliku Worda dostarcza tyle informacji co ok. 600 stron druku (strona wydruku ASCII to ok. 1KB)

- informacje szyfrowane zwykle posiadają bardzo bogatą i ściśle określoną strukturę, np. bity w plikach skompresowanych spełniają szereg znanych prawideł statystycznych, ich zaszyfrowanie ułatwia złamanie szyfru.

- wykonanie ataku statystycznego często nie wymaga znajomości szczegółów algorytmu szyfrowania, wystarczy ogólna znajomość do jakiej rodziny algorytmów należy zastosowany algorytm;

- zgodnie z współczesnym paradygmatem kryptologii, bezpieczeństwo szyfru leży we właściwym wyborze klucza. Jednak ludzie mają tendencję do nieprawidłowej oceny losowości procesów, i znane są prawidłowości statystyczne które dają się rozpoznać jeśli klucz nie jest generowany bezpiecznym kryptologicznie generatorem losowym, lecz przez człowieka. W pewnych sytuacjach wystarcza to do przeprowadzenia ataków słownikowych, niekiedy do ataków statystycznych.

## Kryptoanaliza statystyczna
Zbiór metod kryptoanalitycznych opierających się na fakcie nierównomiernego występowania poszczególnych liter i sylab w językach naturalnych. Powoduje to również nierównomierny rozkład liter i zlepków literowych w tekście zaszyfrowanym.
Na ataki z tej grupy podatne są szczególnie szyfry podstawieniowe.
Obecnie historyczna wersja kryptoanalizy statystycznej ma marginalne znaczenie ze względu na praktyczne wycofanie z użycia szyfrów podatnych na łamanie tymi metodami. Jednak metody statystyczne w kryptoanalizie przeżywają swój renesans ze względu na znaczne ilości informacji, jakie są szyfrowane współcześnie. Daje to olbrzymie próbki statystyczne umożliwiające ataki kryptoanalityczne, co nie byłoby możliwe w wypadku szyfrogramów składających się jedynie z kilkuset znaków.
Typowymi przykładami są: analiza entropii, analiza współinformacji (mutual information), poszukiwanie kolizji. Kryptoanaliza statystyczna jest obecnie podstawowym narzędziem służącym sprawdzaniu jakości algorytmów szyfrujących.